# Mercedes-Benz O580
Mercedes-Benz Travego (oznaczenie: Mercedes-Benz O580) – rodzina autokarów turystycznych produkowanych w latach 1999-2017 przez Mercedes-Benz/EvoBus w zakładach w Neu-Ulm i Mannheim w Niemczech oraz w Hosdere w Turcji.

## Travego I generacji (seria 629)

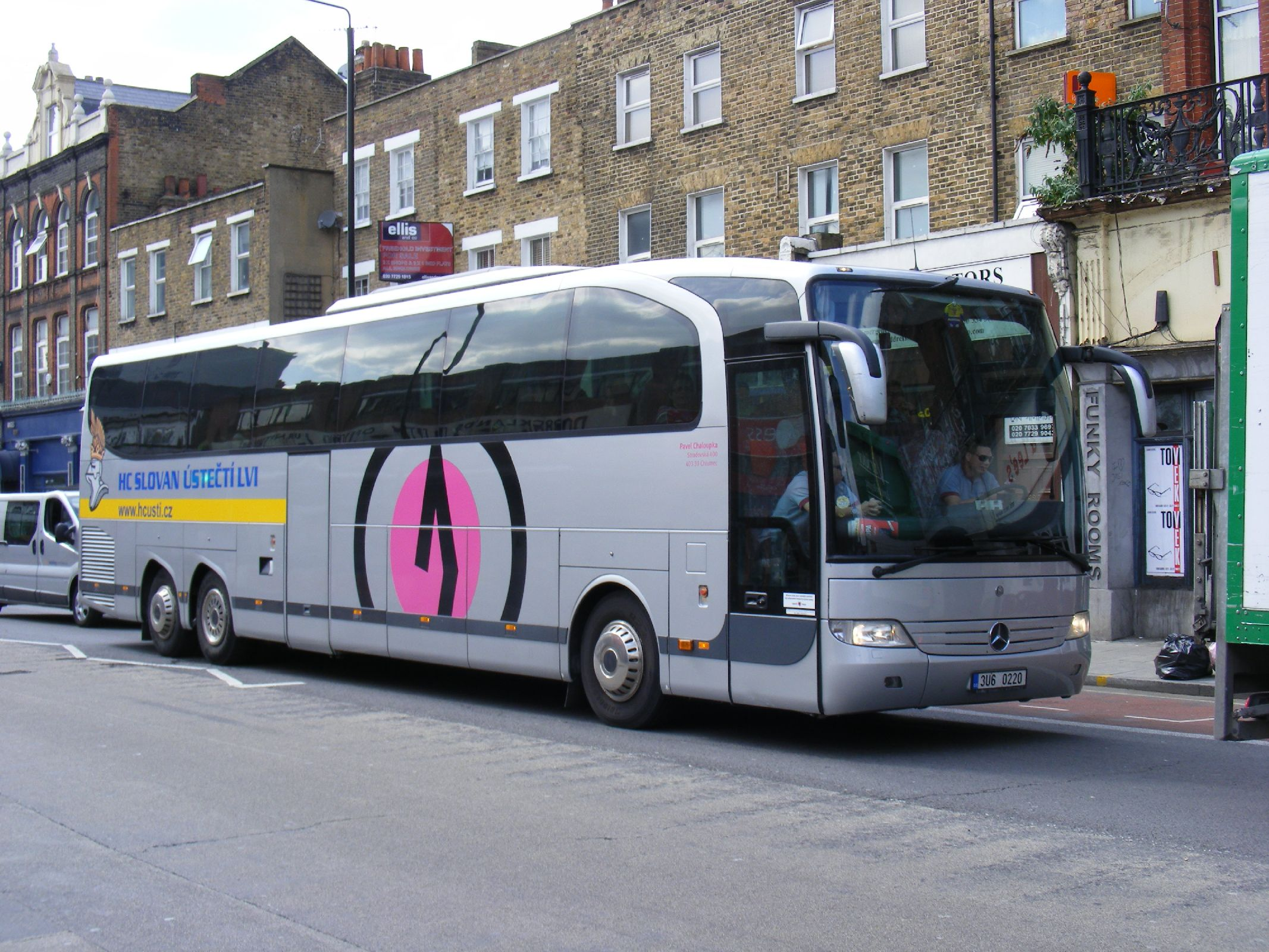
Mercedes-Benz Travego L I generacji

W 1999 roku miała miejsce premiera następcy popularnego modelu autokaru Mercedes-Benz O404 w postaci autokaru O580 Travego serii 629 (I generacja). Konstrukcja nowego autokaru opierała się na pojazdach trzech długości: Travego RHD – 12 m, 2 osie, Travego RHD-M – 13 m, 3 osie, Travego RHD-L – 14 m, 3 osie, a także 12-metrowego modelu Travego RH. Skrót RHD (niem. Reisehochdecker) oznacza "Autokar wysokopokładowy", był to bowiem pierwszy model Mercedesa o wysokopokładowej konstrukcji, natomiast RH – autokar średniopokładowy. Ponadto wprowadzono także liczbowe oznaczenia długości wg systemu znanego z autokarów marki Setra (wersja 12 m – 15RHD, 13 m – 16RHD i 14 m – 17RHD). Liczba 15, 16, 17 oznacza maksymalną liczbę rzędów foteli w pojeździe.
Autokary O580 stanowią obok bardziej budżetowego modelu O340 Tourismo najwyższy model autokarów Mercedes-Benz. Na bazie Travego od 2003 roku produkowany jest także 9,5-metrowy model O510 Tourino. Travego I generacji było oficjalnym autokarem Reprezentacji Niemiec w Piłce Nożnej mężczyzn.

## Travego II i III generacji (seria 632)

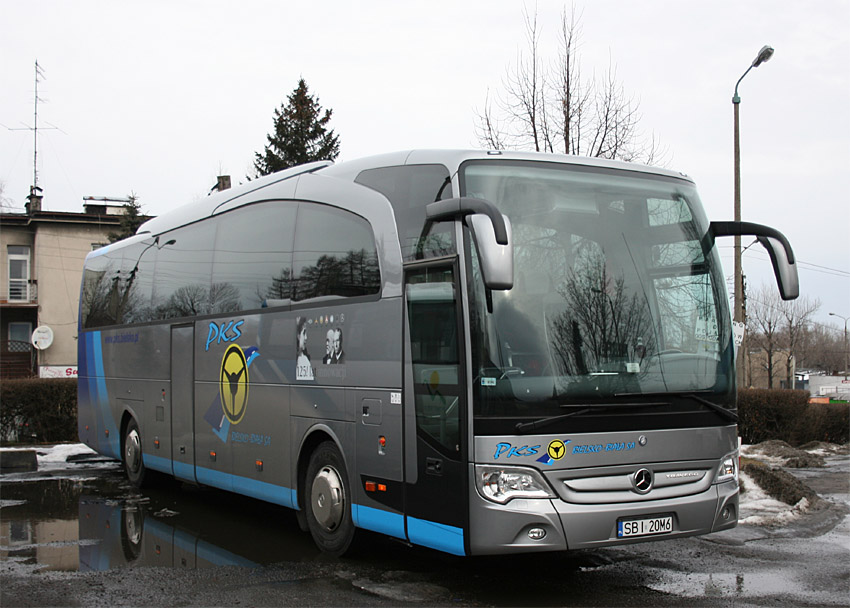
Mercedes-Benz Travego III generacji w barwach PKS w Bielsku-Białej

W 2005 roku nastąpiła zmiana jednostki napędowej w autokarach Mercedes-Benz Travego. Poprzednie jednostki napędowe zostały zastąpione nowymi spełniającymi normę emisji spalin Euro 4. Gruntowne zmiany przeszedł także design autokarów – wprowadzono nowe, większe przednie i tylne reflektory, zmianom uległa przednia atrapa i klapa silnika. Charakterystyczny słupek za przednimi drzwiami został unowocześniony, zmieniono ergonomię klimatyzatora umieszczonego na dachu. Skróceniu uległ także pas ciągnący się dotychczas przez całe nadwozie wzdłuż jego dolnej krawędzi – od II generacji kończy się tuż przed przednią osią.

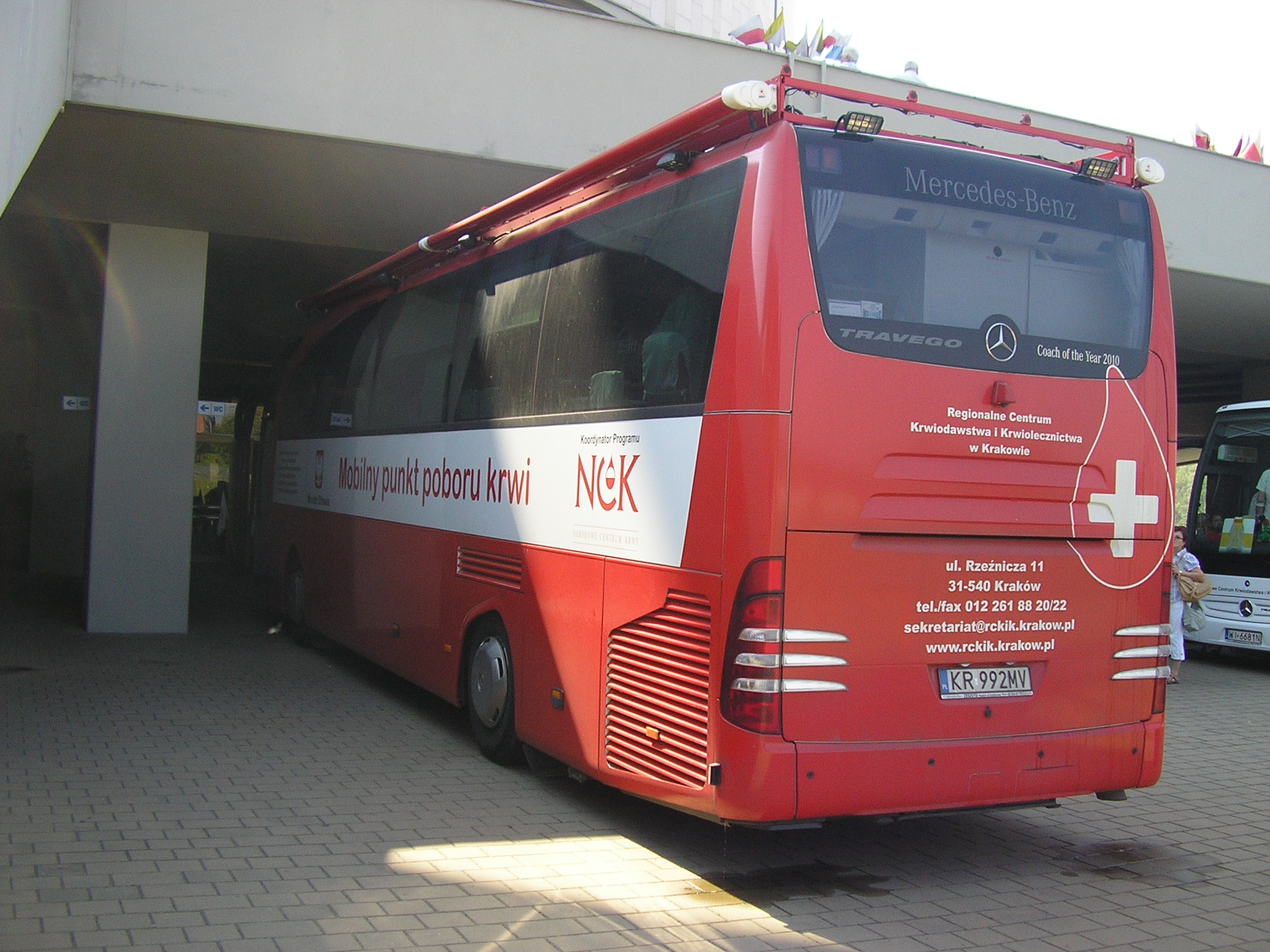
Tył Travego III generacji jako ambulans do poboru krwi

W 2008 roku wprowadzona została III generacja Travego. Wprowadzono niewielkie zmiany stylistyczne wewnątrz i na zewnątrz pojazdu. Duże zmiany ojęły stanowisko kierowcy. W skład rodziny niezmienniennie wchodzą 3 modele o długościach ok. 12, 13 i 14 m.

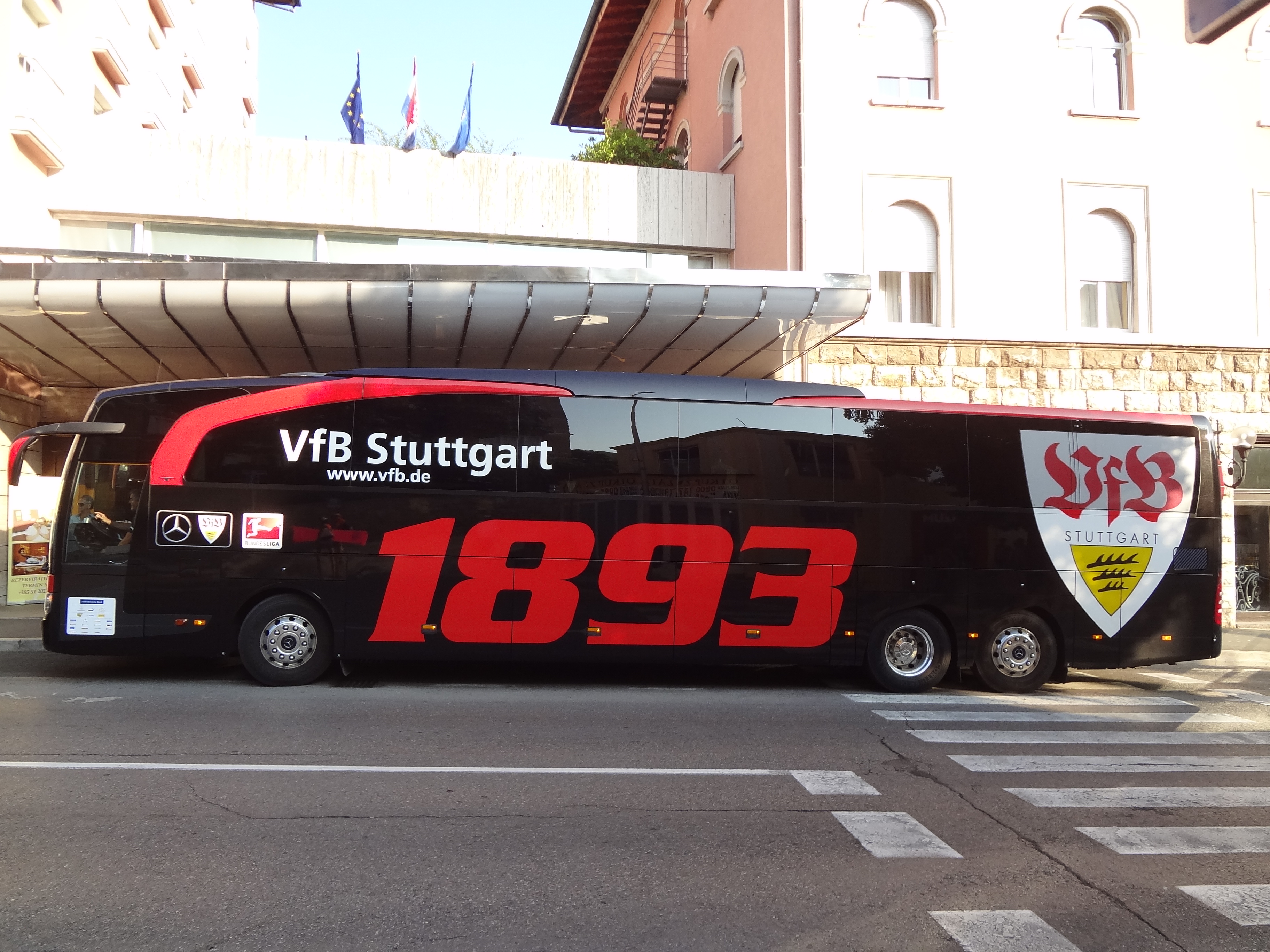
Mercedes-Benz Travego L III generacji w barwach klubu VfB Stuttgart

## Travego SHD
Wersja SHD jest wersją różniącą się nieznacznie wyposażeniem od innych autokarów Travego produkowana w zakładach w Hosdere na rynek turecki. Według danych producenta w latach 2005-2016 sprzedano ponad 5500 egzemplarzy Travego SHD do przewoźników na terenie kraju. W kwietniu 2016 roku Mercedes-Benz zaprezentował IV generację Travego SHD wyłącznie dla odbiorców z Turcji. Zastosowano nową atrapę, zmieniono przednie światła na znane dotychczas z modeli ciężarowych (np. Actros). Charakterystyczny słupek też przeszedł lifting.

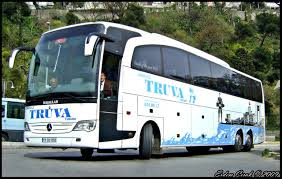
Travego L SHD II generacji

## Dane techniczne III generacji[8]
|                                                  | Travego RHD | Travego RHD-M | Travego RHD-L |
| ------------------------------------------------ | --- | --- | --- |
| Długość                                          | 12,180 m | 13,000 m | 14,030 m |
| Szerokość                                        | 2,550 m | 2,550 m | 2,550 m |
| Wysokość                                         | ok. 3,710 m | ok. 3,710 m | ok. 3,710 m |
| Liczba osi                                       | 2 | 3 | 3 |
| Rozstaw osi (oś przednia - oś napędowa)          | 6,080 m | 6,080 m | 7,110 m |
| Rozstaw osi (oś napędowa - oś tylna)             | – | 1,350 m | 1,350 m |
| Ogumienie                                        | 295/80 R 22,5 (Podwójne opony na osi napędowej) | 295/80 R 22,5 (Podwójne opony na osi napędowej) | 295/80 R 22,5 (Podwójne opony na osi napędowej) |
| Zwis przedni                                     | 2,800 m | 2,800 m | 2,800 m |
| Zwis tylny                                       | 3,300 m | 2,770 m | 2,770 m |
| Kąt natarcia                                     | 7,65° | 7,65° | 7,65° |
| Kąt zejścia                                      | 6,9° | 8,3° | 8,3° |
| Średnica zawracania                              | ok. 21,110 m | ok. 21,320 m | ok. 23,800 m |
| Silnik (seryjnie)                                | Mercedes-Benz OM 470 LA | Mercedes-Benz OM 470 LA | Mercedes-Benz OM 470 LA |
| Pojemność silnika                                | 11.967 cm³ | 11.967 cm³ | 11.967 cm³ |
| Ilość cylindrów                                  | 6 | 6 | 6 |
| Moc silnika                                      | 315 kW / 428 KM | 315 kW / 428 KM | 315 kW / 428 KM |
| Moment obrotowy                                  | 2.100 Nm przy 1.100 obr./min | 2.100 Nm przy 1.100 obr./min | 2.100 Nm przy 1.100 obr./min |
| Norma emisji spalin                              | Euro 6 | Euro 6 | Euro 6 |
| Skrzynia biegów (seryjna)                        | 6-biegowa, manualna Mercedes-Benz GO 210 | 6-biegowa, manualna Mercedes-Benz GO 210 | 6-biegowa, manualna Mercedes-Benz GO 210 |
| Skrzynia biegów (wyposażenie dodatkowe)          | – | 8-biegowa, automatyczna Mercedes-Benz GO 240-8 MKM | 8-biegowa, automatyczna Mercedes-Benz GO 240-8 MKM |
| Hamulce                                          | EBS | EBS | |
| Systemy bezpieczeństwa                           | Antiblockiersystem (ABS), Elektronisches Stabilitäts-Programm (ESP), Antriebsschlupfregelung (ASR), Bremsassistent (BAS), Dauer-Brems-Limiter (DBL), Front Collision Guard (FCG), Rückfahrpilot mit optischer Anzeige im Außenspiegel, Spurassistent (SPA) (Sonderausstattung), Abstandsregeltempomat (ART) (Sonderausstattung), Active Brake Assist (ABA) (Sonderausstattung) | Antiblockiersystem (ABS), Elektronisches Stabilitäts-Programm (ESP), Antriebsschlupfregelung (ASR), Bremsassistent (BAS), Dauer-Brems-Limiter (DBL), Front Collision Guard (FCG), Rückfahrpilot mit optischer Anzeige im Außenspiegel, Spurassistent (SPA) (Sonderausstattung), Abstandsregeltempomat (ART) (Sonderausstattung), Active Brake Assist (ABA) (Sonderausstattung) | Antiblockiersystem (ABS), Elektronisches Stabilitäts-Programm (ESP), Antriebsschlupfregelung (ASR), Bremsassistent (BAS), Dauer-Brems-Limiter (DBL), Front Collision Guard (FCG), Rückfahrpilot mit optischer Anzeige im Außenspiegel, Spurassistent (SPA) (Sonderausstattung), Abstandsregeltempomat (ART) (Sonderausstattung), Active Brake Assist (ABA) (Sonderausstattung) |
| Masa całkowita                                   | 18.000 kg | 24.000 kg | 24.000 kg |
| Masa całkowita - przednia oś                     | 7.100 kg | 7.100 kg | 7.100 kg |
| Masa całkowita - tylna oś                        | 11.500 kg | 11.500 kg | |
| Masa całkowita - oś napędowa                     | - | 5.750 kg | 5.750 kg |
| Ilość miejsc (układ ***/****/*****)              | 51/46/40 | 55/50/46 | 59/54/50 |
| Przestrzeń bagażowa (bez WC, kabiny sypialnej)   | ok. 9,6 m³ | ok. 9,6 m³ | ok. 12,2 m³ |
| Przestrzeń bagażowa (z WC, bez kabiny sypialnej) | ok. 8,4 m³ | ok. 8,4 m³ | ok. 11,0 m³ |
| Przestrzeń bagażowa (z WC i kabiną sypialną)     | ok. 8,2 m³ | ok. 8,2 m³ | ok. 10,8 m³ |
| Zbiornik paliwa                                  | ok. 490 l | ok. 475 l | ok. 475 l |